# Щастя треба берегти
«Щастя треба берегти» — радянський чорно-білий художній фільм-драма 1958 року, знятий на кіностудії «Білорусьфільм».

## Сюжет
Повернувшись в рідне село після закінчення терміну військової служби, Віктор (Юрій Саранцев) привів в будинок наречену — і незабаром зіграли весілля. Віктор з великим ентузіазмом працює в колгоспі, його призначають бригадиром, але щастя старого Данила, батька Віктора, затьмарює брудна плітка — нібито батьком Віктора є не він, а Шандибович, непорядні справи якого були нещодавно викриті Віктором. Між батьком і сином назріває розлад. Спочатку батько, а потім і син залишають будинок. І тільки звістка про майбутню дитину знову з'єднує сім'ю.

## У ролях
- Костянтин Скоробогатов — дід Данило, батько Віктора
- Юрій Саранцев — Віктор, бригадир
- Данута Столярська — Лариса, дружина Віктора
- Віталій Поліцеймако — Шандибович, знятий бригадир колгоспу
- Ніна Дорошина — Ольга, дочка Шандибовича
- Борис Кудрявцев — Іван Михайлович, голова колгоспу
- Володимир Іванов — Вася, гармоніст
- Дзідра Рітенберга — Катя, свинарка
- Степан Хацкевич — німий Фрол, дядько Віктора
- Олексій Барановський — Микита, колгоспник
- Галина Макарова — дружина Шандибовича
- Олександра Климова — мати Віктора
- Кузьма Кулаков — колгоспник
- Олександра Денисова — старенька
- Стефанія Станюта — дружина Микити
- Ніна Гейц — мати Лариси
- Ігор Добролюбов — учасник зборів
- Ростислав Янковський — учасник зборів
- Лідія Ржецька — епізод

## Знімальна група
- Режисер — Йосип Шульман
- Сценарист — Андрій Макайонок
- Оператор — Георгій Вдовенко
- Композитор — Дмитро Лукас
- Художник — Юрій Буличов